# Xã Fox Creek, Quận Harrison, Missouri
Xã Fox Creek (tiếng Anh: Fox Creek Township) là một xã thuộc quận Harrison, tiểu bang Missouri, Hoa Kỳ. Năm 2010, dân số của xã này là 105 người.